# Densitatea forței
În mecanica fluidelor densitatea forței este opusul gradientului de presiune. Are dimensiunile fizice de forță pe unitate de volum. Densitatea forței este un câmp vectorial reprezentând fluxul densității forței hidrostatice din volumul unui fluid. Densitatea forței este reprezentată prin simbolul f, și are următoarea expresie, unde p este presiunea:
{\displaystyle \mathbf {f} =-\nabla p}.
Forța rezultantă asupra unui element de volum dV infinitezimal al fluidului este:
{\displaystyle d\mathbf {F} =\mathbf {f} dV}
Densitatea forței acționează în moduri diferite, în funcție de condițiile la limită. Există condiții la limită esențiale și condiții la limită naturale care afectează densitatea forței.
Într-o sferă plasată într-un câmp de viteze nestaționar arbitrar al unui fluid viscos incompresibil, la calculul densității forței condițiile la limită esențiale forțează momentele multipolare de ordin arbitrar, ducând la generalizarea legii lui Faxén.
Într-o sferă care se mișcă într-un fluid incompresibil într-o curgere nestaționară cu condiții la limită mixte esențiale-naturale, densitatea forței are o expresie de tip Faxén pentru forța totală, momentul total și momentul simetric forță-dipol.
Densitatea forței într-un punct dintr-un fluid împărțită la densitatea fluidului, este accelerația fluidului în acel punct.
Densitatea forței f este definită ca forța pe unitatea de volum, astfel încât forța rezultantă poate fi calculată din:
{\displaystyle \mathbf {F} =\int f(\mathbf {r} )d^{3}\mathbf {r} }.
Densitatea forței într-un câmp electromagnetic este dată în sistemul CGS de:
{\displaystyle \mathbf {f} =\rho \mathbf {E} +{\frac {\mathbf {J} }{c}}\times \mathbf {B} },
unde {\displaystyle \rho } este densitatea sarcinii electrice, E este câmpul electric, J este densitatea curentului electric, c este viteza luminii iar B este câmpul magnetic.